# Pleistocene rewilding
Il Pleistocene rewilding è un termine inglese con cui si indica un'ipotetica reintroduzione in natura della megafauna del Pleistocene esistente o i più stretti equivalenti ecologici della megafauna estinta. Si tratta di un'estensione della pratica di conservazione del rewilding, che prevede la reintroduzione di specie in aree in cui esse si sono estinte in periodi storici (centinaia di anni fa o meno).
Verso la fine del Pleistocene (da circa 13 000 a 10 000 anni fa), quasi tutta la megafauna dell'Eurasia, dell'Australia e del Sud e Nord America si è drasticamente ridotta o si è completamente estinta, in quello che è stato definito come l'evento di estinzione del Quaternario. A seguito della scomparsa di grandi erbivori e specie predatorie, molte delle nicchie ecologiche più importanti per il funzionamento dell'ecosistema sono rimaste scoperte. Nelle parole del biologo Tim Flannery, "dall'estinzione della megafauna, tredicimila anni fa, il continente è rimasto con una fauna gravemente squilibrata". Ciò significa, ad esempio, che i gestori dei parchi nazionali del Nord America devono ricorrere all'abbattimento dei capi per tenere sotto controllo le popolazioni di ungulati.
Paul S. Martin (ideatore dell'ipotesi della sovraccaccia pleistocenica ad opera dell'uomo) afferma che le attuali comunità ecologiche nel Nord America non funzionano adeguatamente in assenza di megafauna, perché gran parte della flora e della fauna autoctone si sono evolute sotto l'influenza dei grandi mammiferi pleistocenici.

## Implicazioni ecologiche ed evolutive
Diversi studi a favore del rewilding mostrano che le interazioni tra le varie specie che compongono un ecosistema giocano un ruolo fondamentale negli sforzi di conservazione. Gli ecosistemi in cui queste specie si sono evolute in risposta alla megafauna del Pleistocene (che ora sono prive di grandi mammiferi) potrebbero collassare. La maggior parte delle megafaune viventi è minacciata o in pericolo; le megafaune esistenti hanno un impatto significativo sulle comunità che occupano, il che supporta l'idea che gli ecosistemi si siano evoluti in risposta ai grandi mammiferi che le abitano. Il Pleistocene rewilding potrebbe "servire come rifugio aggiuntivo per aiutare a preservare quel potenziale evolutivo". Reintrodurre la ormai megafauna nordamericana con analoghi moderni, potrebbe preservare l'attuale megafauna nordamericana, riempiendo al contempo nicchie ecologiche che sono rimaste vuote sin dal Pleistocene.

## Critiche
Le principali critiche mosse contro il Pleistocene rewilding riguardano il fatto che non è realistico presumere che gli ecosistemi odierni siano funzionalmente simili al loro stato di diecimila anni fa. Gli oppositori al progetto sostengono che c'è stato abbastanza tempo affinché gli ecosistemi si adattassero ad all'assenza di megafauna e che la reintroduzione di grandi mammiferi potrebbe ostacolarne e, possibilmente, causarne il collasso. In base a ciò, i potenziali taxa per la reintroduzione sono considerati esotici e potrebbero potenzialmente danneggiare i taxa nativi come specie invasive, portando malattie o altri fattori negativi.
Gli oppositori del Pleistocene rewilding hanno anche proposto un programma di conservazione alternativo, in cui gli esponenti della megafauna esistenti verrebbero introdotti nel loro areale storico in cui si sono estinti. Un altro modo per ricostruire le megafaune, sebbene più dispendioso e incerto, è tramite la de-estinzione, riportando in vita specie estinte attraverso la clonazione.

## Specie considerate per ilPleistocene rewilding

### Nord America

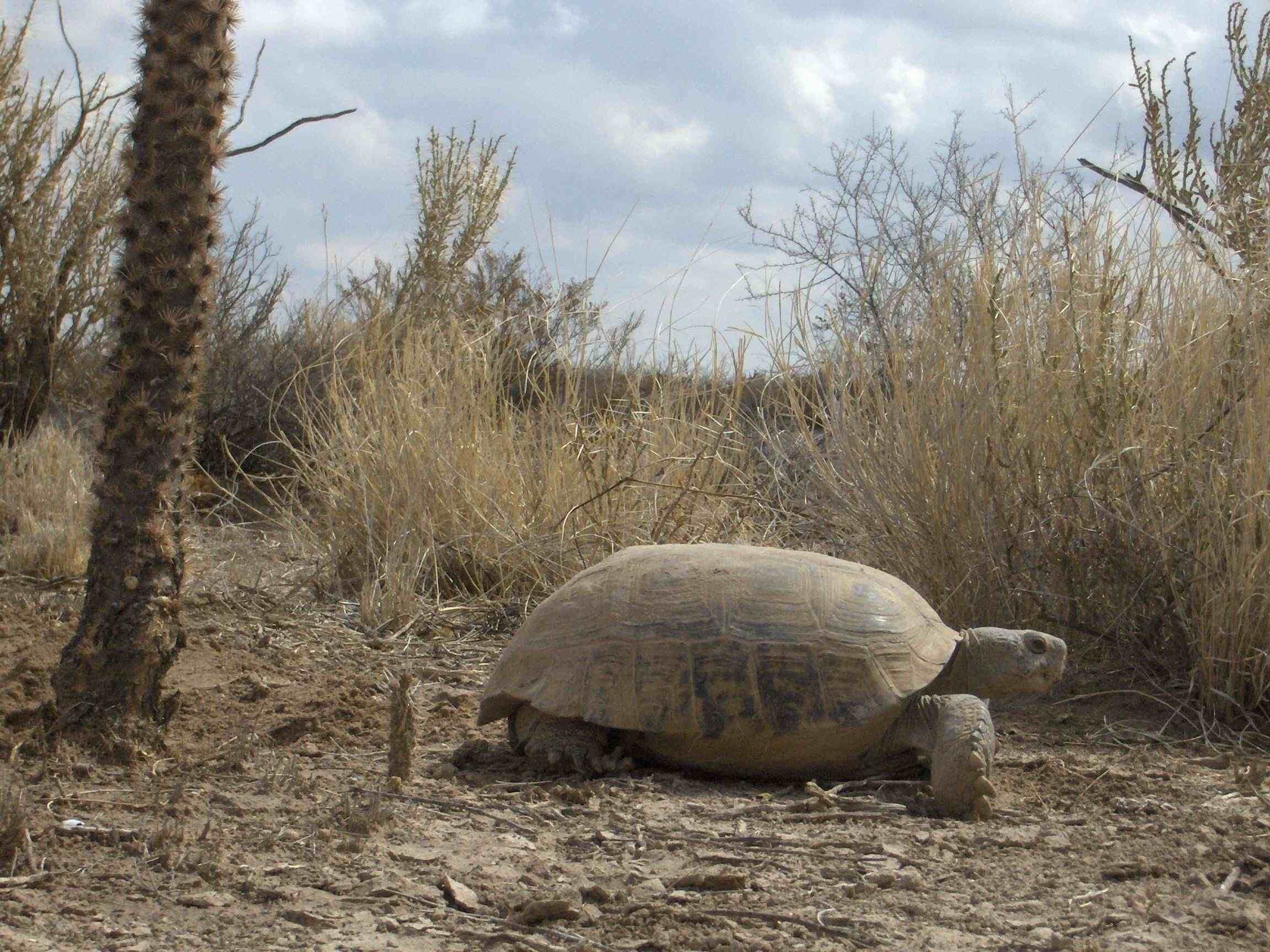
La tartaruga di Bolson, il primo candidato proposto per il Pleistocene rewilding in Nord America

In Nord America, il Pleistocene rewilding mira all'aumento delle popolazioni di fauna esistente e alla reintroduzione di generi estinti nelle aree sud-occidentali e centrali degli Stati Uniti. I generi che compongono la fauna autoctona sono i primi generi proposti per la reintroduzione. Dal Pleistocene, attraverso l'Olocene fino a tempi recenti, la tartaruga di Bolson era molto diffusa. La sua reintroduzione dal Messico settentrionale sarebbe un passaggio necessario per ricreare l'umidità del suolo presente nel Pleistocene, che sosterrebbe la presenza di praterie e arbusti esistenti e fornirebbe l'habitat necessario per il sostentamento degli erbivori destinati alla reintroduzione. Altre specie di tartarughe di grandi dimensioni potrebbero essere successivamente introdotte per ricoprire il ruolo di varie specie di Hesperotestudo. Tuttavia, per avere successo, gli ecologisti devono prima supportare la fauna già presente nella regione.
L'antilocapra, presente nella maggior parte dei territori dell'ovest dopo essersi quasi estinto, è fondamentale per la rinascita di questo antico ecosistema. Gli antilocapra sono originari della regione, che un tempo ospitava un gran numero di specie e parenti estinti della stessa famiglia. Questa specie occuperebbe le grandi pianure e altre regioni aride dell'ovest e del sud-ovest.
I bisonti delle pianure contavano milioni di capi durante il Pleistocene e la maggior parte dell'Olocene, finché i coloni europei non li portarono sull'orlo dell'estinzione alla fine del XIX secolo. Oggi, il bisonte si è ripreso in molte regioni del suo precedente areale ed è coinvolto in diversi progetti di reintroduzioni locali negli Stati Uniti del Midwest.
I bighorn e le capre di montagna sono già presenti nelle zone montuose circostanti, pertanto non dovrebbero costituire un problema nel ricostituire le aree più montuose. Le capre di montagna sono già state introdotte nelle aree precedentemente occupate da Oreamnos harringtoni, un parente più meridionale estintosi alla fine del Pleistocene. Reintrodurre le specie esistenti di cervi nelle aree più boscose della regione sarebbe vantaggioso per gli ecosistemi che occupano, fornendo ricchi nutrienti per le regioni boscose e aiutando a mantenerle. Queste specie includono wapiti, cervi dalla coda bianca e cervi mulo.
Le specie erbivore considerate benefiche per gli ecosistemi regionali includono il pecari dal collare, una specie di ungulato simile a un cinghiale, molto abbondante nel Pleistocene. Sebbene questa specie (insieme ai pecari dalla testa piatta e dal muso lungo) si sia estinta in molte regioni del Nord America, i loro parenti più prossimi sopravvivono nell'America centrale e meridionale, ed il pecari dal collare può ancora essere trovato nell'Arizona meridionale, nel Nuovo Messico e nel Texas. Il pecari del Chacoan, che è molto simile morfologicamente al pecari dalla testa piatta, e potrebbe essere in grado di sostituirlo nelle aree delle Grandi Pianure e del sud.
I cavalli si originarono in Nord America e si diffusero in Asia attraverso il ponte di terra durante l'era glaciale, ma si estinsero nella loro patria nativa insieme ai mammut e al bradipo terrestre. Le praterie del Pleistocene nordamericano furono il luogo di nascita del cavallo moderno e, per estensione, del cavallo selvatico. I cavalli di Przewalski sono ben adattati alle regioni aride e alle praterie e potrebbero essere introdotti come sostituti del loro stretto parente nordamericano, il cavallo di Scott. I cavalli dalle zampe più lunghe potrebbero essere sostituiti dagli asini selvatici asiatici, africani, e dagli emione tibetani, che sono morfologicamente simili. Gli animali che servirebbero da predatori di queste specie equine includerebbero leoni e lupi.
Accanto al cavallo selvatico, i cammelli si sono evoluti nelle regioni più aride del Nord America. Sebbene i camelidi si siano estinti in Nord America, sono sopravvissuti in Sud America fino ad oggi: il guanaco, la vigogna, ed i lama e le alpache domestiche. Il Nord America collega i camelidi sudamericani con quelli del Vecchio Mondo (il dromedario, il cammello della Battriana ed il cammello delle Battriana selvatico). Il Pleistocene rewilding suggerisce di reintrodurre in Nord America i parenti più stretti delle specie nordamericane. I migliori candidati sarebbero il cammello della Battriana selvatico come sostituto per Camelops, il guanaco come sostituto per Hemiauchenia, e forse la vigogna come sostituto di Palaeolama. Queste specie vivrebbero nelle regioni aride e nelle praterie del Nord America. I cammelli allo stato brado affronterebbero predatori tipici della loro distribuzione regionale, tra cui lupi e leoni. Il principale predatore di guanachi e vigogne è il puma.

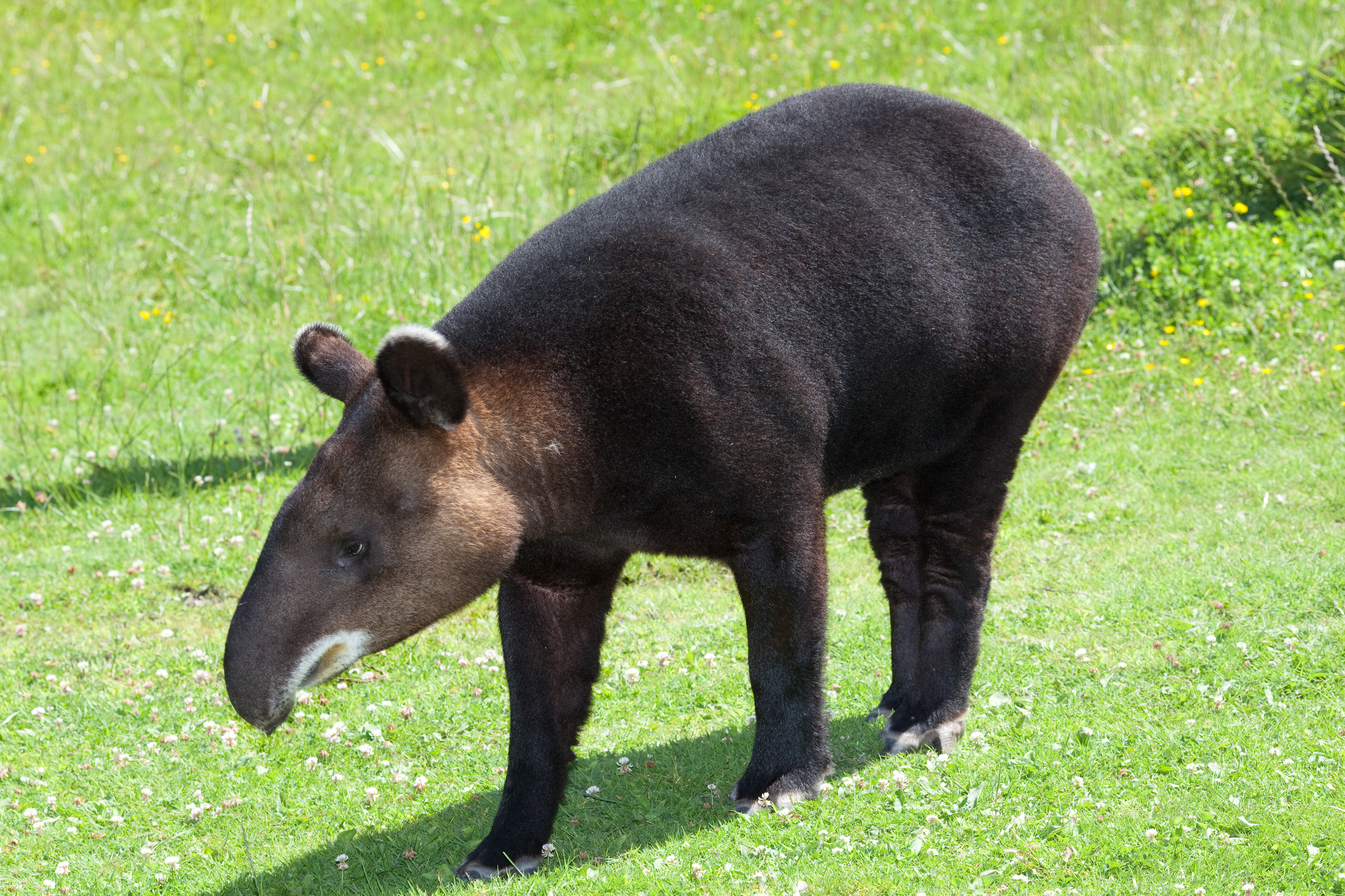
Tapiro delle Ande

Durante il Pleistocene, nel Nord America prosperava anche una specie di tapiro, con molte varianti regionali. Questi animali si estinsero alla fine del Pleistocene, ma i loro parenti più prossimi sopravvivono tuttora in Asia e in Sud America. Il tapiro delle Ande sarebbe una scelta eccellente per il ripristino delle aree umide, come quelle vicino a laghi e fiumi. Il tapiro delle Ande è l'unica specie di tapiro non tropicale. I predatori dei tapiri delle Ande includono puma, orsi andini e, meno comunemente, i giaguari. Le aree migliori per reintrodurre questi animali includono gli ecosistemi forestali delle coste occidentali ed orientali e gli ecosistema delle zone umide e ricche di arbusti del sud.
Durante il Pleistocene, vaste popolazioni di proboscidati vivevano in Nord America, come il mammut colombiano ed il mastodonte americano. I mastodonti si estinsero alla fine del Pleistocene, così come i mammut del Nord America. Tuttavia, un parente esistente del mammut è l'elefante asiatico. Oggi questi animali si trovano solo nell'Asia tropicale sud-orientale, ma la documentazione fossile mostra che un tempo erano molto più diffusi, trovandosi anche nella Cina settentrionale temperata e nel Medio Oriente (un'area che presenta una somiglianza ecologica con gli Stati Uniti meridionali e centrali). L'elefante asiatico può essere un buon candidato per la ricostruzione del Pleistocene in Nord America, dove svolgerebbero il ruolo occupato dagli estinti mammut colombiani. Anche gli elefanti africani rappresentano dei buoni candidati per l'introduzione in Nord America.
L'America del Pleistocene vantava un'ampia varietà di pericolosi carnivori (la maggior parte dei quali oggi sono estinti), come l'orso dalla faccia corta, i felini dai denti a sciabola (ad esempio Homotherium), il leone americano, il lupo terribile ed il ghepardo americano. Alcuni carnivori e onnivori sopravvissero alla fine del Pleistocene e si diffusero in Nord America fino all'arrivo degli europei, come orsi grizzly, puma, giaguari, lupi grigi e rossi, linci rosse e coyote. Il ghepardo africano potrebbe servire come sostituto di Miracinonyx, tenendo sotto controllo la popolazione di antilocapra. I giaguari potrebbero essere reintrodotti nelle aree del Nord America per controllare le popolazioni degli erbivori più grandi. Alcuni dei felini più grandi come il leone africano potrebbero fungere da sostituto per il leone americano del Pleistocene, tenendo sotto controllo il numero di bisonti americani, equini e camelidi.

### Europa
Questo piano è stato considerato da Josh Donlan e Jens-C. Svenning, e implica la creazione di un habitat pleistocenico in varie porzioni d'Europa. Svenning afferma che "il Pleistocene rewilding può essere preso in considerazione anche al di fuori del Nord America". Un'iniziativa indipendente "Rewilding Europe" è stata istituita nei Paesi Bassi nel 2011, con la penisola iberica occidentale, il Velebit, il delta del Danubio e i Carpazi orientali e meridionali come obiettivi specifici.
Le specie sostitute che possono essere utilizzate per questo/i progetto/i sono:
Animali che sono già stati introdotti

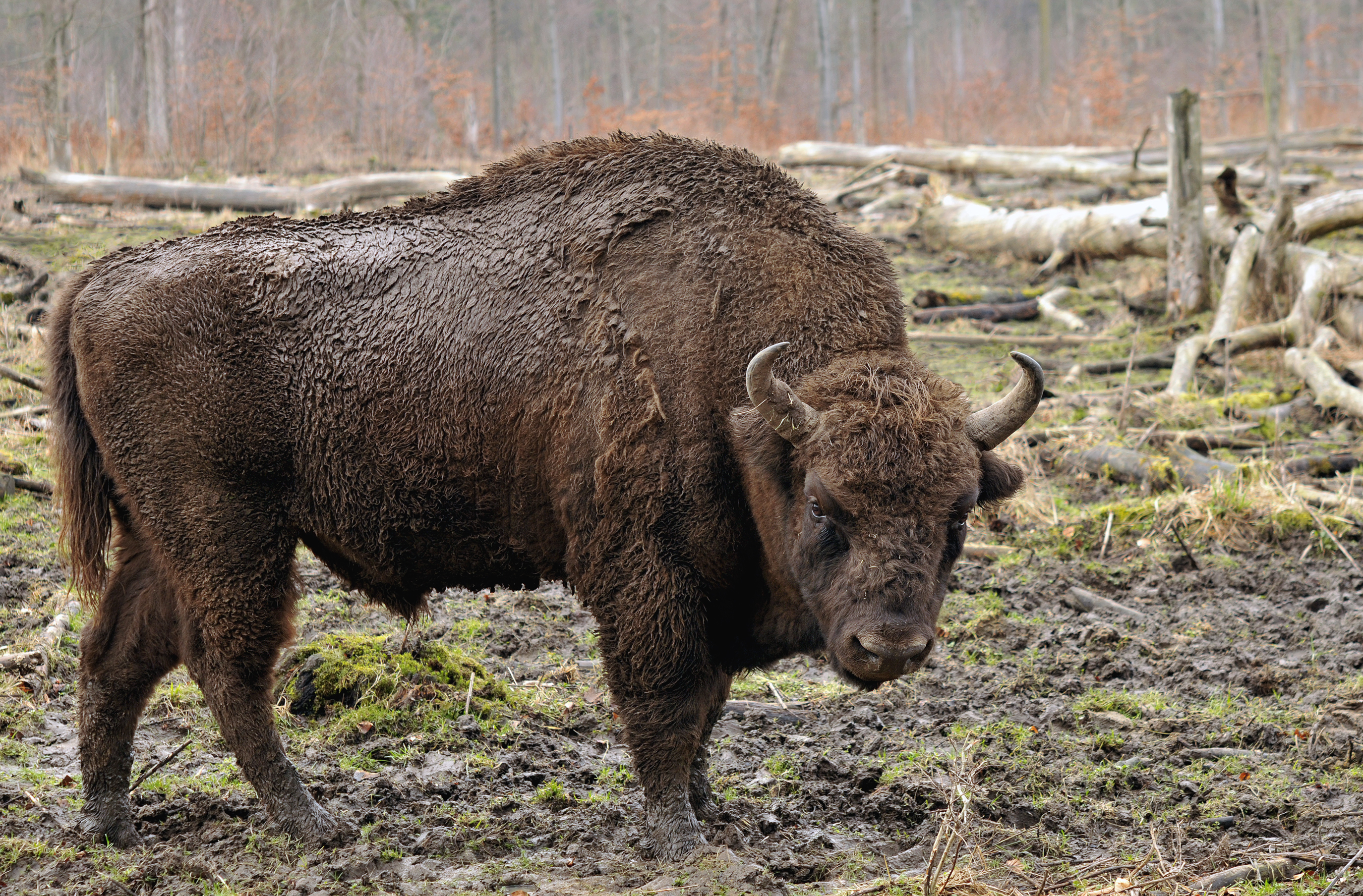
Bisonte europeo

- Daino - reintrodotto dall'Anatolia nella maggior parte dell'Europa già nell'antichità;
- Foca grigia - probabilmente rilasciata accidentalmente nel Mar Nero e nel Mar d'Azov (forse usata come sostituto della foca monaca del Mediterraneo);[15]
- Muflone - reintrodotto per scopi venatori nel continente da popolazioni insulari della Corsica e della Sardegna (originato a sua volta da introduzioni dal Medio Oriente durante il Neolitico);
- Bue muschiato - reintrodotto nel 1976 in Russia (Penisola di Taimyr e Isola di Wrangel) e Scandinavia;[9]
- Bisonte europeo - salvato dall'estinzione negli zoo all'inizio del XX secolo e reintrodotto in diversi luoghi dell'Europa orientale;
- Bisonte americano - ad Askania-Nova, Ucraina, come sostituto del bisonte delle steppe del Pleistocene;
- Ibis eremita settentrionale - estinto nell'Europa meridionale durante l'età moderna, ha diversi progetti di reintroduzione in corso in Austria e Spagna;
- Bufalo d'acqua - reintrodotto in diverse aree tra cui il delta del Danubio[16] (presente nel bacino del Danubio nel primo periodo dell'Olocene[17] e un sostituto per il simile Bubalus murrensis che era diffuso nell'Europa meridionale durante i periodi più caldi del Pleistocene; popolazioni domestiche sono presenti anche in Italia e nei Balcani);
- Struzzo - (come sostituto dello struzzo asiatico, introdotto in Askania-Nova);

Popolazioni in aumento
- Stambecco alpino
- Stambecco dei Pirenei
- Camoscio
- Alce
- Lupo
- Lince eurasiatica
- Lince iberica
- Orso bruno
- Visone europeo
- Foca monaca mediterranea
- Castoro europeo
- Falco pescatore
- Aquila di mare coda bianca
- Grifone
- Avvoltoio monaco
- Gufo reale euroasiatico

Specie che si sono estinte in passato ma esistono ancora con discendenti domestici
- Un certo numero di razze di cavalli primitivi tra cui Konik, il cavallo di Heck, Dülmener, Fjord, il pony Exmoor, Pottok, il cavallo di Losino, Sorraia, Marismeño, come sostituti del tarpan. Il cavallo di Przewalski, una sottospecie originaria della Mongolia è l'unico cavallo selvatico rimasto al mondo, ed è stato introdotto anche in Ucraina, Ungheria e Francia;
- Delle razze bovine robuste o una combinazione di esse come sostituti per l'estinto uro. Il progetto TaurOs, con sede in Olanda, mira a ricostituire l'uro incrociando Sayaguesa, Maremmana, Pajuna, Limia, Maronesa, Podolica, Tudanca e Highlander, mentre i bovini di Heck e i bovini di Galloway sono già stati utilizzati in progetti di pascolo;

Specie ancora esistenti al di fuori dell'Europa

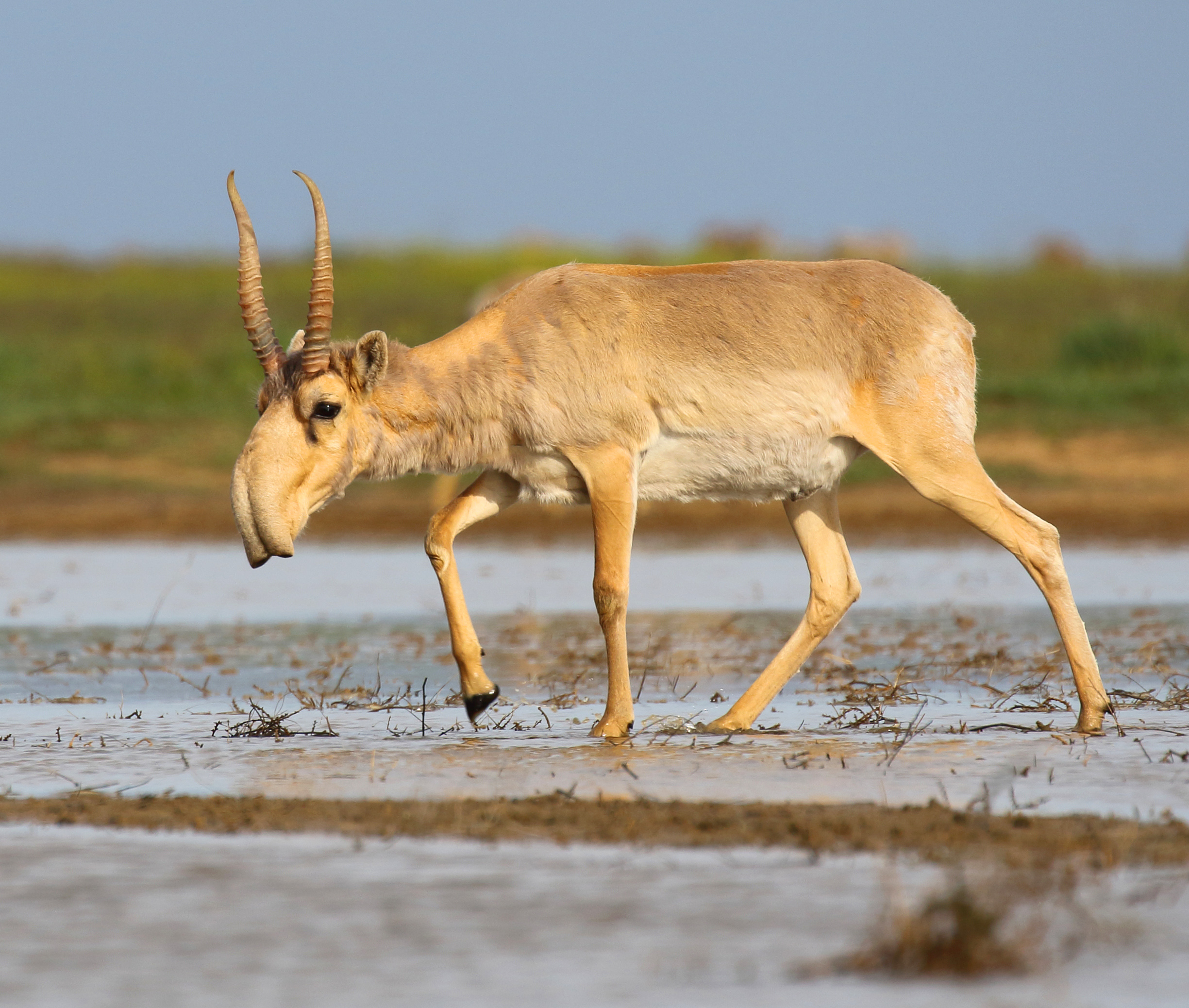
Il romanzo di Henryk Sienkiewicz Col ferro e col fuoco si apre con la descrizione dei saiga come un modo per evidenziare l'ambientazione esotica della storia. I saiga sono ora estinti in Europa e sono una specie in pericolo critico d'estinzione.

- Orso nero asiatico - fino al tardo Pleistocene, l'Europa aveva due sottospecie, Ursus thibetanus mediterraneus nell'Europa occidentale e nel Caucaso, e Ursus thibetanus permjak nell'Europa orientale, in particolare sui monti Urali;
- Elefante asiatico - sostituto per l'estinto elefante dalle zanne dritte, presente storicamente anche in Turchia. Lo zoo tropicale di Randers in Danimarca prevede di utilizzare elefanti asiatici in un progetto di ricostruzione locale su piccola scala;[20][21]
- Leone settentrionale - diffuso in Europa durante il Pleistocene. Presente in tempi storici nell'Europa sud-orientale, fino all'Ungheria. Può anche servire come sostituto per l'estinto leone delle caverne europeo;
- Dhole - presente in Europa durante il periodo tardo-glaciale;
- Dromedario - potrebbe fungere da sostituto per gli estinti cammelli europei;
- Ippopotamo - Presente in Europa durante il Pleistocene; adattatosi alle parti più calde dell'Europa;
- Asino selvatico asiatico - estintosi nell'Europa orientale;
- Leopardo persiano - i leopardi prosperarono in Europa fino alla fine del Pleistocene e sono ancora presenti nel Caucaso;
- Antilope saiga - presente nell'Europa orientale fino a tempi recenti;
- Iena maculata - presente in Europa fino al periodo tardo-glaciale;
- Rinoceronte di Sumatra - è il parente vivente più vicino delle linee evolutive dei rinoceronti europei. Se l'animale venisse salvato dall'estinzione, questa specie potrebbe sostituire l'estinto rinoceronte di Merck, ma se i rinoceronti di Sumatra si estinguessero, il rinoceronte bianco potrebbe essere usato al loro posto;[22]

### Isole britanniche
Animali già introdotti
- Alce eurasiatico
- Renne - nel Parco nazionale di Cairngorms

Considerati per la reintroduzione
- Bisonte europeo[23]
- Balena grigia[24]

### Siberia

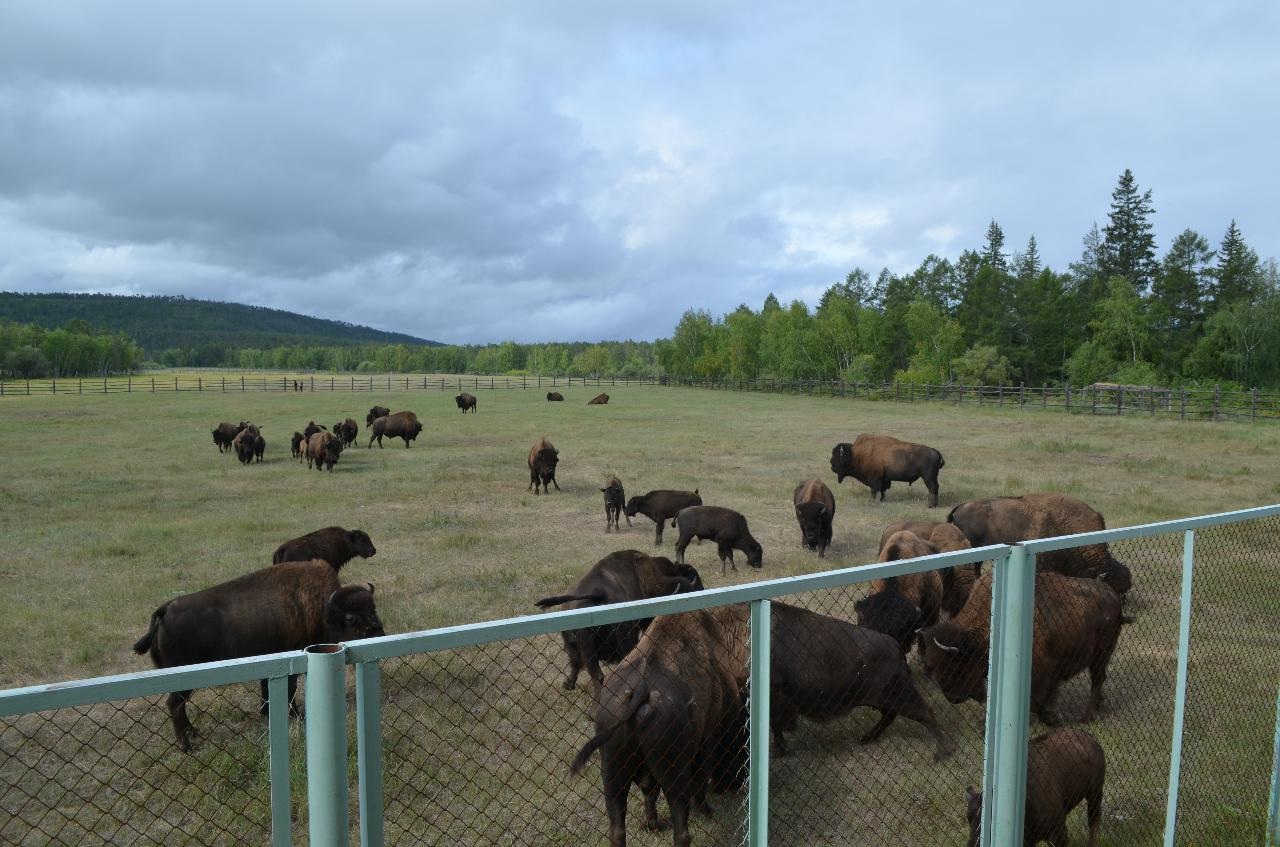
Programma di reintroduzione del bisonte delle foreste nella Repubblica di Sakha.

Lo scopo del Pleistocene rewilding siberiano è quello di ricreare l'antica steppa dei mammut reintroducendo l'antica megafauna che l'abitava. Il primo passo è stato il successo ottenuto nella reintroduzione dei buoi muschiati nella penisola di Taymyr e nell'isola di Wrangel. Nel 1988, il ricercatore Sergey Zimov ha creato il Parco del Pleistocene, una riserva naturale nella Siberia nord-orientale per il ripristino della megafauna su vasta scala. In situ erano già presenti renne, caprioli siberiani e alci; in seguito vennero reintrodotti cavalli yakutian, buoi muschiati, wapiti di Altai e bisonti europei. La reintroduzione è prevista anche per gli yak, i cammelli della Battriana, pecore delle nevi, antilopi saiga e tigri siberiane.
Il bisonte delle foreste, il parente più stretto dell'estinto bisonte antico in Siberia, da 1.000 a 2.000 anni fa, è una specie importante per l'ecologia della Siberia. Nel 2006, 30 vitelli di bisonte sono stati trasportati in aereo da Edmonton, Alberta a Yakutsk. Ora vivono nella riserva Ust'-Buotama gestita dal governo.
Animali già introdotti

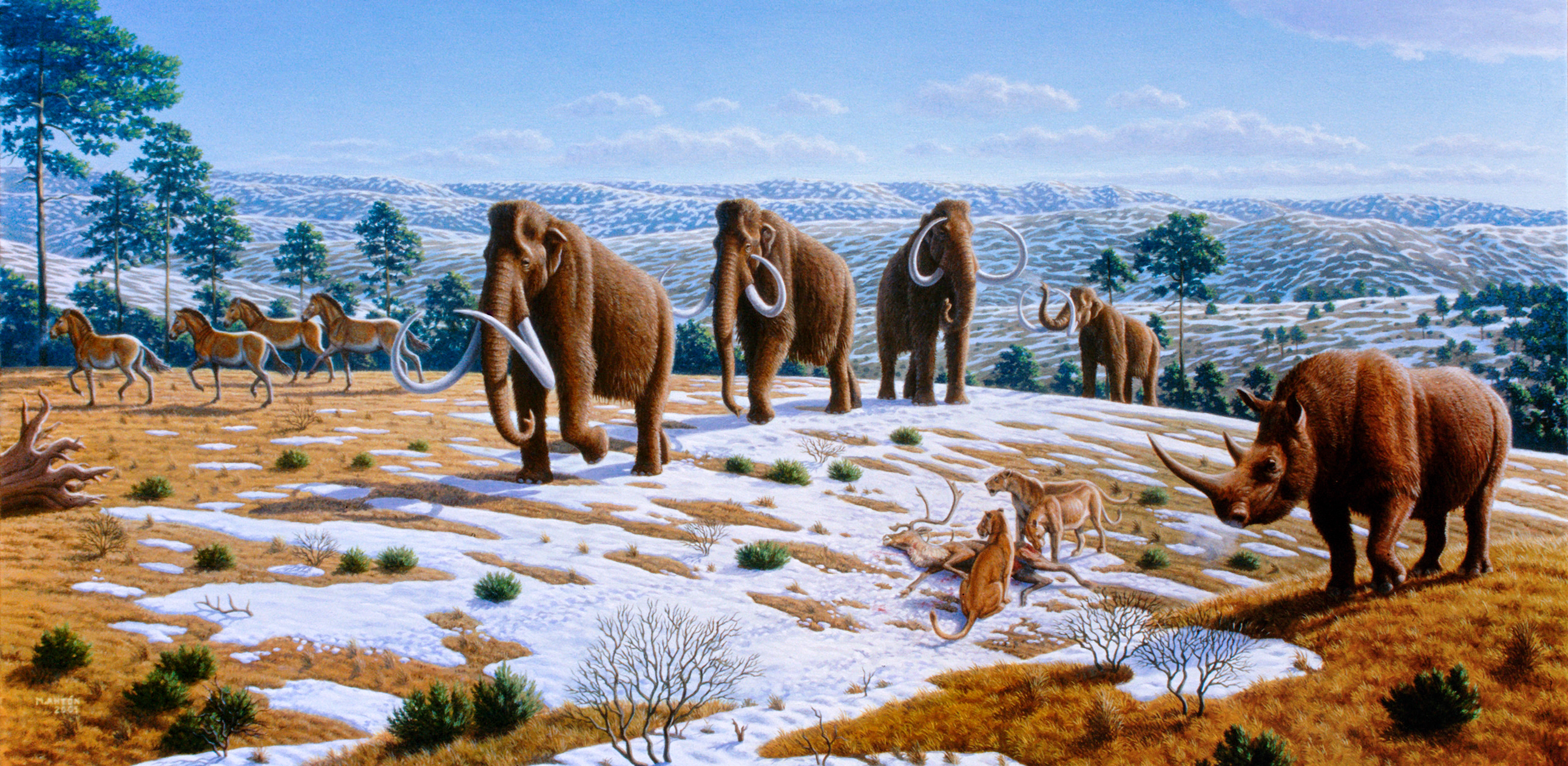
Estinta megafauna pleistocenica della steppa dei mammut

- Yak domestici - sei yak domestici sono stati portati al Parco del Pleistocene, nel 2017. Si è scoperto che due femmine erano incinte, quindi ora ci sono otto yak nel parco;
- Bue muschiato - estintosi in Siberia circa 2000 anni fa, ma è stato reintrodotto nella penisola di Taimyr e sull'isola di Wrangel;[26]
- Bisonte delle foreste - come sostituto dell'estinto bisonte delle steppe;[27]
- Cavallo yakutian - un gruppo di questi cavalli è stato portato al Parco del Pleistocene per sostituire i cavalli estinti;

Considerato per la reintroduzione
- Cammello della Battriana - potrebbe fungere da sostituto per le specie di cammelli del Pleistocene;
- Antilope saiga - presente in molte parti della Siberia fino a tempi recenti, ora limitata alla Riserva naturale Čërnye zemli;
- Capriolo siberiano - potrebbe essere riportato sia tramite introduzioni sia tramite migrazioni;
- Tigre siberiana - presente nell'area fino a Beringia durante il tardo Pleistocene, ora limitata alla Siberia sud-orientale;[28]
- Pecora delle nevi - potrebbe essere riportata in molte parti della Siberia attraverso introduzioni e migrazioni;

### Asia
Animali che sono già stati introdotti
- Volpe coreana - nel Parco Nazionale di Sobaeksan e DMZ, Corea del Sud;[29]
- Orso nero asiatico - nel Parco Nazionale del Jirisan, Corea del Sud;
- Cervo di padre David - in Cina;

Considerato per la reintroduzione
- Tigre dell'Amur - in varie aree tra cui l'Iran, anche come sostituto per la tigre del Caspio;[30]
  - Tigre della Cina meridionale - Save China's Tigers mira a ripristinare la specie nel suo areale originale;
- Leone marino della California - come sostituto per il leone marino giapponese;[31]
- Lupo grigio - in Corea del Sud;[32]
- Tapiro malese - nel sud della Cina, come sostituto per il tapiro gigante;
- Struzzo - come sostituto per lo struzzo asiatico;
- Dhole dell'Ussuri - in Corea del Sud;[32]

### Sudest asiatico
Considerati per la reintroduzione
- Tapiro malese - come sostituto per il tapiro gigante a Java, sebbene la presenza preistorica del tapiro nel Borneo sia ancora in discussione;[33]
- Tamaraw - come sostituto del tamaraw nano e del tamaraw di Luzon;
- Cinghiale dalle verruche delle Visayas - come sostituto del cinghiale dalle verruche di Cebu;

### Giappone
Animali già introdotti
- Ibis crestato - sull'isola di Sado, in Giappone;
- Lontra eurasiatica - a Tsushima (non è chiaro se la sua reintroduzione sia stata naturale o meno);[34]
- Cicogna orientale - nel Giappone occidentale;

Considerato per la reintroduzione
- Dugongo - per salvare la popolazione più settentrionale e funzionalmente estinta;[35]
- Lupo eurasiatico - come sostituto per il lupo giapponese ed il lupo dell'Hokkaido; sono stati proposti diversi tentativi per introdurlo a Shiretoko, Nikko e Bungo-ōno, ma è ancora un argomento molto controverso;[36][37]

### Australia
Animali già introdotti
- Diavolo della Tasmania - nel Nuovo Galles del Sud, Australia;

Popolazioni in espansione
- Koala
- Vombato comune
- Vombato dal naso peloso settentrionale
- Vombato dal naso peloso meridionale
- Wallaroo orientale
- Casuario meridionale
- Elefante marino del sud - esistono già colonie importanti sulle isole Macquarie e Heard e McDonald con aree di riproduzione più piccole sulla Browning Peninsula e sull'isola Peterson sul territorio antartico e sulle isole Maatsuyker nel sud della Tasmania;[38] Sono visitatori occasionali nel continente principale, ed il primo individuo tornò a King Island nel 2015 dal 1800[39]);
- Leone marino australiano - possibile reintroduzione nello stretto di Bass;

Esistente al di fuori dell'Australia
- Echidna dal becco lungo occidentale - un esemplare venne trovato all'inizio del XX secolo nella regione di Kimberley dell'Australia occidentale, ed è possibile che una popolazione superstite continui a prosperare nella zona;
- Casuario nano
- Casuario settentrionale
- Drago di Komodo - come sostituto per il megalania;
- Piccione della Nuova Zelanda - la razza endemica è stata sterminata sull'isola di Lord Howe;
- Kakà della Nuova Zelanda - come sostituto per il kaka di Norfolk che è stato sterminato sulla nativa isola di Norfolk;

Considerati per la reintroduzione
- Emù - in Tasmania e nelle isole adiacenti, come sostituto per l'emù della Tasmania, l'emù di King Island e l'emù di Kangaroo Island;[40]

### Sulle isole
La megafauna evolutasi su masse continentali insulari era particolarmente vulnerabile all'influenza umana perché si evolutasi in isolamento dalle altre masse continentali, e quindi non era soggetta alle stesse pressioni di selezione a cui era soggetta la fauna sopravvissuta, e molte forme di megafauna insulare sono state spazzate via dopo l'arrivo degli umani nei loro habitat. Pertanto, gli scienziati hanno suggerito di introdurre taxa strettamente correlati per sostituire i taxa estinti. Ciò viene effettuato su diverse isole, sostituendo le tartarughe giganti strettamente imparentate o ecologicamente funzionali per sostituire le tartarughe giganti estinte. Ad esempio, la tartaruga gigante d'Aldabra è stata presa in considerazione per sostituire le estinte tartarughe giganti del Madagascar, mentre le tartarughe radiate malgasce sono state introdotte a Mauritius per sostituire le tartarughe che vi erano presenti prima dell'arrivo dei coloni. Tuttavia, l'uso delle tartarughe negli esperimenti di rewilding non si è limitato alla sostituzione delle tartarughe estinte. Nella Makauwahi Cave Reserve alle Hawaii, le tartarughe esotiche vengono usate in sostituzione degli estinti moa-nalo, grossi uccelli imparentati con le anatre incapaci di volare e cacciati fino all'estinzione dai primi polinesiani quando raggiunsero le Hawaii. Le abitudini di pascolo di queste tartarughe controllano e riducono la diffusione di piante invasive e favoriscono la crescita della flora autoctona.